# گسترش‌خواهی
گسترش‌خواهی یا توسعه‌طلبی به‌طور کلی شامل سیاست‌های توسعه‌طلبانه دولت‌ها و کشورهاست. ممکن است این واژه به معنی ترویج رشد اقتصادی نیز به‌کار رود، ولی توسعه‌طلبی معمولاً و نه لزوماً،  اشاره به گسترش نواحی ارضی (یا نفوذ اقتصادی) به‌وسیله تجاوز نظامی دارد.
گاهی بازپیوندخواهی، الحاق یا پان‌ناسیونالیسم برای توجیه و مشروعیت بخشیدن به توسعه‌طلبی مورد استفاده قرار می‌گیرد، اما تنها هنگامی این لفظ صادق است که برای الحاق سرزمین‌های از دست رفته یا سرزمین‌های آبا و اجدادی باشد. معمولاً اختلاف سادهٔ ارضی مانند اختلافات مرزی، توسعه طلبی نامیده نمی‌شوند.